# The Greatest Hits (3 Doors Down)
The Greatest Hits è la prima raccolta di successi della band statunitense 3 Doors Down. È stata pubblicata il 19 novembre 2012, per la Republic Records. La raccolta include nove successi remixati e rimasterizzati, più tre nuove canzoni, One Light, There's a Life e Goodbyes. Le nuove canzoni sono le prime con Chet Roberts alla chitarra.

## Tracce
Testi di Brad Arnold.
1. Kryptonite – 4:02 (musica: Arnold, Harrel, Roberts) – From The Better Life
2. When I'm Gone – 4:20 (musica: Arnold, Harrel, Henderson, Roberts) – From Away from the Sun
3. Here Without You – 3:55 (musica: Arnold, Harrel, Henderson, Roberts) – From Away from the Sun
4. It's Not My Time – 4:02 (musica: Arnold, Harrel, Henderson, Roberts) – From 3 Doors Down
5. Let Me Go – 4:03 (musica: Arnold, Harrel, Henderson, Roberts) – From Seventeen Days
6. Be Like That – 4:26 (musica: Arnold, Henderson) – From The Better Life
7. Loser – 4:34 (musica: Arnold, Harrel, Roberts) – The Better Life
8. Away from the Sun – 3:48 (musica: Arnold, Harrel, Henderson, Roberts) – From Away from the Sun
9. Duck and Run – 3:52 (musica: Arnold, Harrel, Henderson, Roberts) – From The Better Life
10. One Light – 2:56 (musica: Arnold, Henderson, Marti Frederiksen)
11. There's a Life – 3:10 (musica: Arnold, Harrel, Henderson, Roberts, Dave Bassett)
12. Goodbyes – 3:50 (musica: Arnold, Henderson, Frederiksen)

## Video Musicali
1. One Light
2. Goodbyes

## Musicisti
- Brad Arnold - Voce solista, batteria (tracce 1,6,7,9)
- Todd Harrel - Basso
- Chris Henderson - Chitarra
- Matt Roberts - Chitarra, voce (tracce 1-9)
- Greg Upchurch - Batteria (tracce 4,10-12)

Altri musicisti
- Chet Roberts - Chitarra (tracce 10-12)
- Daniel Adair - Batteria (traccia 5)
- Josh Freese - Batteria (tracce 2,3,8)

Produzione
- Jack Joseph Puig: Remixing
- Ted Jensen: Remastering